# Torneo de Umag 2013
El ATP Vegeta Croatia Open Umag 2013 es un torneo de tenis. Pertenece al ATP Tour 2013 en la categoría ATP World Tour 250. El torneo tendrá lugar en la ciudad de Umag, Croacia, desde el 22 de julio hasta el 28 de julio de 2013 sobre tierra batida.

## Cabezas de serie

### Masculino
| Preclasificado | Tenista             | Ranking |
| 1              | Richard Gasquet     | 9       |
| 2              | Andreas Seppi       | 24      |
| 3              | Fabio Fognini       | 25      |
| 4              | Alexandr Dolgopolov | 26      |
| 5              | Tommy Robredo       | 29      |
| 6              | Martin Kližan       | 38      |
| 7              | Florian Mayer       | 45      |
| 8              | Carlos Berlocq      | 46      |

- Los cabezas de serie, están basados en el ranking ATP del 15 de julio de 2013.

### Dobles masculinos
| Tenista                           | Ranking | Preclasificada |
| František Čermák Lukáš Dlouhý     | 81      | 1              |
| Andre Begemann Martin Emmrich     | 86      | 2              |
| Nicholas Monroe Simon Stadler     | 122     | 3              |
| Tomasz Bednarek Mateusz Kowalczyk | 133     | 4              |

## Campeones

### Individual Masculino
Tommy Robredo venció a  Fabio Fognini por 6-0 ,6-3

### Dobles Masculino
Martin Kližan /  David Marrero vencieron a  Nicholas Monroe /  Simon Stadler por 6-1, 5-7, [10-7]